# Mesitilen
Mesitilenul sau 1,3,5-trimetilbenzenul, este un derivat al benzenului substituit cu trei grupări metil, care sunt plasate simetric pe nucleu. Fiind un trimetilbenzen, are alți doi izomeri: pseudocumenul (1,2,4-trimetilbenzen) și hemimelitenul (1,2,3-trimetilbenzen),  iar toți acești trei compuși au formula C6H3(CH3)3. Mesitilenul este un lichid incolor cu un miros aromatic.
În limba română este folosită și denumirea de mesitilenă. 

## Obținere
Mesitilenul poate fi obținut prin echilibrarea xilenului (sau alchilarea sa simplă cu o grupă metil) cu catalizator acid solid: 
2 C6H4(CH3)2  ⇌ C6H3(CH3)3  +  C6H5CH3
C6H4(CH3)2  +  CH3OH   →   C6H3(CH3)3  +  H2O
1,3,5-trimetilbenzenul ar putea fi obținut și prin trimerizarea propinei, în prezență de catalizator acid, formându-se împreună cu mici cantități de 1,2,4-trimethilbenzeni.
Alte metode includ deshidratarea cu acid sulfuric și trimerizarea acetonei prin condensare cu aldol. 